# 2009年2月英國

## 2月28日
- 有消息指滙豐控股將於星期一公佈業績時宣布供股集資120億英鎊，以改善經營狀況。BBC （页面存档备份，存于）
- 現年已72歲，曾因殺害三名警員而在1966年被判終身監禁的哈利·羅伯茨服刑42年後，因在獄中表現良好而獲批准於未來數月內假釋。泰晤士報[]
- 兩名英國公民登上法屬阿爾卑斯山時，懷疑抄小路失足跌落懸崖身亡。BBC （页面存档备份，存于）

## 2月27日
- 英揆白高敦對RBS前行政總裁弗雷德·古德溫爵士去年10月領取1,600萬英鎊退休金另加每年69萬鎊長俸表示憤怒，表示政府正研究採取任何可能的法律手段取消有關安排，並呼籲古德溫爵士自行放棄有關優待。BBC （页面存档备份，存于）
- 牛津大學學生報《查韋爾》涉嫌發表種族歧視內容後，該報學生編輯被校方勒令辭職。泰晤士報[]
- Body Shop計劃全球裁減275人，其中在英國本土裁員150人。BBC （页面存档备份，存于）
- 萊斯銀行表示收購HBOS銀行導致集團在2008年錄得108億英鎊稅前損失。BBC （页面存档备份，存于）

## 2月26日
- 財相戴理德呼籲RBS前行政總裁弗雷德·古德溫爵士自行放棄獲發的65萬英鎊長俸，並謂原本可以不向其發退休金。泰晤士報[]、BBC （页面存档备份，存于）
- 對於政府計劃將皇家郵政30%股權私有化一事，商務大臣文德森勳爵認為此乃確保全國郵政系統繼續運作的唯一辦法。BBC （页面存档备份，存于）

## 2月25日
- 工黨司法大臣施仲宏的電郵地址被駭客入侵，偽冒施仲宏向政府官員、工黨國會及地方議會議員廣發署名電郵，指自己在尼日利亞參與慈善活動時遺失銀包而急需收信人匯款。施仲宏在接獲多宗查詢後澄清絕無其事，並指未有政府或選區機密資料因事件外泄。BBC （页面存档备份，存于）
- 保守黨黨魁甘民樂患有罕見腦性麻痺及癲癇的長子在倫敦一間醫院病逝，終年6歲，英揆白高敦及各黨多名議員皆致軫悼。BBC （页面存档备份，存于）、BBC （页面存档备份，存于）、泰晤士報 （页面存档备份，存于）

## 2月24日
- 英女皇在倫敦白金漢宮附近為已故英皇太后的銅像主持揭幕儀式，威爾斯親王、威廉王子及哈利王子等皆有出席。BBC （页面存档备份，存于）
- 經國家文物信託斥資翻新後，已故偵探小說作家阿嘉莎·克莉絲蒂女爵士位於德文郡達特茅斯附近的夏季別墅，計劃即將對外開放。BBC （页面存档备份，存于）
- 數百名皇家郵政員工因反對政府計劃實施部份私有化而準備罷工，工黨內部亦有一定議員反對英揆白高敦的郵政私有化方案。泰晤士報[]

## 2月23日
- 英國導演丹尼·保爾執導的電影《一百萬零一夜》奪得第81屆奧斯卡金像獎最佳影片及最佳導演在內的8個獎項。BBC （页面存档备份，存于）
- 陷入財困的客貨車製造商LDV尋求政府貸款3,000萬英鎊，數以千計員工正面臨失業。BBC （页面存档备份，存于）

## 2月22日
- 內務大臣施卓琪表示政府考慮加大力度限制非歐盟外勞在英工作，並謂國內所有技術性工作都應優先聘用英國人。BBC （页面存档备份，存于）
- 財政部有官員透露政府正與英倫銀行研究，為經濟體系作新一輪注資。BBC （页面存档备份，存于）

## 2月21日
- 有工會警告某英國主要汽車生產商將於日內關閉其中一個廠房，商業大臣文德森勳爵回應呼籲工會勿散佈謠言，並指謠言本身會對汽車業構成負面影響。BBC （页面存档备份，存于）
- 執政工黨內有黨員提議政府應再多花200億英鎊活化樓市以刺激經濟。BBC （页面存档备份，存于）

## 2月20日
- 數據顯示2008年全年因斷供按揭而被收回的住宅多達40,000個，比2007年上升54%，另有219,000人持續逾期欠供，數字比去年上升70%。泰晤士報[]
- 外交部宣佈與美國達成協議，一名英籍囚犯將從古巴關塔那摩監獄獲釋。該名男囚犯現年30歲，本於埃塞俄比亞出生，2004年起被關押當地至今。BBC （页面存档备份，存于）

## 2月19日
- 政府消息指繼挽救蘇格蘭皇家銀行及萊斯銀行後，政府將需要發行多1兆至1.5兆英鎊國債，相等於英國70%至100%的GDP。泰晤士報 （页面存档备份，存于）
- 英揆白高敦在梵蒂岡會見教宗本篤十六世後邀請他回訪英國。泰晤士報[]

## 2月18日
- 內政大臣施卓琪在申報議員個人資料時將胞姊居所列為「第一居所」，卻將自己住處列作「第二居所」，遭到下院紀律部門質疑，施卓琪表示會回應有關問題，並會交代用於「第二居所」大約116,000英鎊政府津貼去向。BBC （页面存档备份，存于）
- 對於有傳聞表示英揆白高敦考慮辭職，改為擔當「環球金融規管人」一事，他接受訪問時回應指絕無其事，並謂希望「繼續造好現時的工作」。BBC （页面存档备份，存于）

## 2月17日
- 前軍情五處總監斯特拉·雷明頓女爵（Dame Stella Rimington）批評英政府雖然反恐成功，但卻換來人權倒退，使英國淪為警察國家。泰晤士報[]
- 財相戴理德透露，即將由政府擁有68%股權的蘇格蘭皇家銀行在2008年的花紅將被封頂，總額將不多於1.75億英鎊，同時停止現金獎勵。泰晤士報[]

## 2月16日
- 英揆白高敦的發言人證實政府不會將萊斯銀行國有化。BBC （页面存档备份，存于）
- 英揆白高敦即將出訪意大利，唐寧街10號證實白氏將於梵蒂岡會見教宗本篤十六世。BBC （页面存档备份，存于）

## 2月15日
- 有團體發表報告指英格蘭及威爾斯地區的警隊仍然存有種族歧視的問題，黑人警員在投考及待遇上都受不公對待。BBC （页面存档备份，存于）
- 對於早前因財困而獲政府買入43%股權的萊斯銀行計劃向高層員工發放1.2億英鎊花紅，保守黨黨魁批評銀行做法「完全錯誤」，而其他主要政黨亦都提出不滿。BBC （页面存档备份，存于）

## 2月14日
- 英國航空一架小型客機昨晚降落倫敦市機場時發現其中一組輪胎無法伸出，客機最後在跑道硬著陸，機上67名乘客及4名機組人員全部無恙。泰晤士報[]
- 英揆白高敦要求下院儘早就現行退休金制度進行檢討，以望為政府減省每年1,200萬開支。BBC （页面存档备份，存于）

## 2月13日
- 準備與HBOS銀行合併的萊斯銀行表示HBOS的2008年稅前虧損逾100億英鎊，比去年11月估計的16億英鎊大幅上升。消息令萊斯股價急跌，收報61.4便士，跌幅達32.5%，最低見54.9便士。BBC （页面存档备份，存于）
- 一名41歲男子涉嫌去年於蘇格蘭劫掠及謀殺一名立陶宛女子，並割下頭顱藏於沙灘，屍身棄於大海，今被法官裁定謀殺罪成候判。BBC （页面存档备份，存于）

## 2月12日
- 英女皇在白金漢宮為重新設計的英國君主官方網站主持啟用典禮。泰晤士報[]、BBC （页面存档备份，存于）、英國君主網站 （页面存档备份，存于）
- 曾指《古蘭經》是「法西斯讀物」的荷蘭國會議員基爾特·威爾德斯在希思羅機場被拒入境，其後被遣返回國。BBC （页面存档备份，存于）

## 2月11日
- 英倫銀行行長金默文警告英國在2009年正處於「深遽的經濟衰退」，並預示減息帶來的效用將盡。BBC （页面存档备份，存于）
- 倫敦警察廳經諮詢檢控部門法律意見後，決定不對四名涉嫌受賄以提出法例修訂的上院貴族進行調查，有關醜聞現正由上院一個委員會進行。BBC （页面存档备份，存于）

## 2月10日
- 現任內閣閣臣的白高敦前經濟顧問博雅文表示，現時的環球經濟衰退是過百年來最嚴重的一次。BBC （页面存档备份，存于）
- 英倫受暴風雪吹襲後開始受溶雪困擾，南部英格蘭及威爾斯過百地方發出水浸警報。泰晤士報[]
- 較早前曾批評英揆白高敦的法國總統薩爾科齊，讚揚白氏在處理金融危機中扮演「關鍵角色」，又謂兩人緊密合作向共同目標進發。BBC （页面存档备份，存于）
- 蘇格蘭皇家銀行及HBOS銀行前行政總裁及主席出席下院財政委員會，對於銀行早前要政府出鉅資挽救，RBS前行政總裁弗雷德·古德溫爵士表示「毫無保留地致以最深切的歉意」。BBC （页面存档备份，存于）

## 2月9日
- 對於有接受政府挽救的銀行計劃發放大筆花紅，英揆白高敦的發言人表示首相對此「深感憤慨」，並要求有關銀行暫緩計劃。BBC （页面存档备份，存于）
- 巴克萊銀行公佈2008年全年的除稅前盈利為60.8億英鎊，比2007年倒退14%。BBC （页面存档备份，存于）

## 2月8日
- 政府最近公開的文件顯示，全球有逾20個國家在英國進行間諜活動，當中以俄羅斯及中國最為活躍，一些歐盟國家如德國及法國也有間諜在英國活動。每日電訊報 （页面存档备份，存于）
- 早前獲政府出鉅資拯救的蘇格蘭皇家銀行，計劃向員工發放約10億英鎊花紅，作為獎勵，輿論擔心決定會引起公憤。每日電訊報 （页面存档备份，存于）

## 2月7日
- 白金漢宮宣佈英女皇決定取消原定春天訪問杜拜及阿布扎比的計劃，近年女皇只曾因911事件及美伊戰爭取消過皇家外訪，有輿論揣測女皇決定可能與皇夫健康有關。泰晤士報 （页面存档备份，存于）
- 威爾斯一名三個半月大男嬰在家中遭兩隻家犬襲擊，送院後傷重不治。BBC （页面存档备份，存于）

## 2月6日
- 英國暴風雪持續，全國多處地方交通癱瘓，2,500間學校宣佈停課。泰晤士報[]、BBC （页面存档备份，存于）
- 政府自去年年底開始向非英國國民發行首批電子身份證，但至今全國所有政府部門仍未安置讀卡器，以致身份證晶片內的資料無法查閱。泰晤士報 （页面存档备份，存于）
- 法國總統薩爾科齊在一個電視節目中批評英揆白高敦的寬減增值稅方案「完全不能奏效」，另外又指自己不會重蹈英國在經濟上所犯的「錯誤」；艾麗榭宮發言人隨後澄清，表示薩爾科齊無意攻擊英國的經濟政策。泰晤士報[]

## 2月5日
- 英倫銀行宣佈連續第五個月減息，利率由上月的1.5厘歷史低位再進一步減至1厘。BBC （页面存档备份，存于）
- 自由民主黨呼籲盡快為5至7歲學童實施小班教學，將每班學生人數減至15人，同時增聘教師以創造就業。BBC （页面存档备份，存于）

## 2月4日
- 蘇格蘭北部仍受強烈暴風雪吹襲，而英格蘭西部、中部及部份威爾斯地區亦仍然下雪。BBC （页面存档备份，存于）
- 英揆白高敦首度開腔承認環球經濟正陷入嚴重衰退。泰晤士報 （页面存档备份，存于）

## 2月3日
- 英倫銀行透過新計劃向國內銀行借出逾1,850億英鎊，以便讓銀行有效維持貸款業務。泰晤士報[]
- 雖然暴風雪有和緩跡象，但全國仍有數以千計學校維持停課。有家長批評校方訊息混亂，未有及早向家長通知停課決定。泰晤士報[]

## 2月2日
- 再有兩所核電廠工人加入早前的大規模示威，反對輸入外勞政策，並要求英國工人優先獲得聘用。BBC （页面存档备份，存于）
- 英國各地受暴風雪吹襲，英格蘭東南部地區錄得18年來最猛烈的暴風雪，倫敦絕大部份巴士停駛，希思羅機場跑道被迫關閉。BBC （页面存档备份，存于）

## 2月1日
- 面對近日上院有貴族連串爆出受賄醜聞，司法大臣施仲宏計劃改革上院，日後干犯刑事罪行的貴族可能會喪失上院議席，而現時上院的最高制裁僅限勒令有關貴族道歉。泰晤士報 （页面存档备份，存于）、BBC （页面存档备份，存于）
- 英揆白高敦晚上設宴接待到訪倫敦的溫家寶，而溫家寶日間訪問中國駐倫敦大使館時在使館門外遇上近百名藏獨示威者，其中五人企圖接近溫家寶時被警方拘捕。BBC （页面存档备份，存于）

| 依月份排列新聞動態 |
| \| - 2014年英國：1月 - 2月 - 3月 - 4月 - 5月 - 6月 - 7月 - 8月 - 9月 - 10月 - 11月 - 12月 - 2013年英國：1月 - 2月 - 3月 - 4月 - 5月 - 6月 - 7月 - 8月 - 9月 - 10月 - 11月 - 12月 - 2012年英國：1月 - 2月 - 3月 - 4月 - 5月 - 6月 - 7月 - 8月 - 9月 - 10月 - 11月 - 12月 - 2011年英國：1月 - 2月 - 3月 - 4月 - 5月 - 6月 - 7月 - 8月 - 9月 - 10月 - 11月 - 12月 - 2010年英國：1月 - 2月 - 3月 - 4月 - 5月 - 6月 - 7月 - 8月 - 9月 - 10月 - 11月 - 12月 - 2009年英國：1月 - 2月 - 3月 - 4月 - 5月 - 6月 - 7月 - 8月 - 9月 - 10月 - 11月 - 12月 - 2008年英國：1月 - 2月 - 3月 - 4月 - 5月 - 6月 - 7月 - 8月 - 9月 - 10月 - 11月 - 12月 檢閱 \| |
| - 2014年英國：1月 - 2月 - 3月 - 4月 - 5月 - 6月 - 7月 - 8月 - 9月 - 10月 - 11月 - 12月 - 2013年英國：1月 - 2月 - 3月 - 4月 - 5月 - 6月 - 7月 - 8月 - 9月 - 10月 - 11月 - 12月 - 2012年英國：1月 - 2月 - 3月 - 4月 - 5月 - 6月 - 7月 - 8月 - 9月 - 10月 - 11月 - 12月 - 2011年英國：1月 - 2月 - 3月 - 4月 - 5月 - 6月 - 7月 - 8月 - 9月 - 10月 - 11月 - 12月 - 2010年英國：1月 - 2月 - 3月 - 4月 - 5月 - 6月 - 7月 - 8月 - 9月 - 10月 - 11月 - 12月 - 2009年英國：1月 - 2月 - 3月 - 4月 - 5月 - 6月 - 7月 - 8月 - 9月 - 10月 - 11月 - 12月 - 2008年英國：1月 - 2月 - 3月 - 4月 - 5月 - 6月 - 7月 - 8月 - 9月 - 10月 - 11月 - 12月 檢閱       |